# Мирное (Калиновский район)
Мирное (укр. Мирне; до 2016 года — Кировка, укр. Кіровка) — село в Калиновском районе Винницкой области Украины.
Расположено на берегу реки Десенка, левого притока Южного Буга.
Код КОАТУУ — 0521683103. Население по переписи 2001 года составляет 645 человек. Почтовый индекс — 22451. Телефонный код — 4333.
Занимает площадь 24,15 км².
В селе действует храм Преподобной Параскевы Сербской Калиновского благочиния Винницкой епархии Украинской православной церкви.

## Адрес местного совета
22451, Винницкая область, Калиновский р-н, с. Мирное, ул. Гагарина, 2